# Петър Зарков
Петър Зарков Петров е участник в Септемврийското въстание и кмет на град Берковица.

## Биография
Роден е на 6 октомври 1900 г. в село Соточино, Берковско.
Завършва Берковската гимназия . От 1920 г. е член е на БРСДП. Учител е в Берковската гимназия през 1920 – 1921 г. Уволнен е за политическа дейност.
Участва в Септемврийското въстание от 1923 г. в редиците на Лопушанската дружина, в превземането на Фердинанд и Бойчиновци. След разбиването на въстанието емигрира в Югославия до амнистията през 1926 г.
В периода 1950 – 1953 г. е кмет на Берковица.
Петър Зарков умира на 28 ноември 1974 г. в Берковица.